# 淡水戰鬥
淡水戰鬥發生於1925年2月13－17日，地點則是在中國粵省惠州一帶。是國民革命軍東征的一部分。交戰兩方為黃埔軍校教導一、二團及救粵軍。

## 概述
- 1925年2月，黃埔軍校校長蔣中正率領黃埔軍校教導團及粵軍第一次東征陳炯明，指揮右路作戰，官兵三千人。[1]征伐惠州淡水鎮（今淡水街道）。
- [來源請求]2月13日，黃埔軍校教導一、二團佔領據點。14日，救粵軍反攻，戰鬥正式展開。15日黎明，蔣奉命[谁？]展開攻擊。使得陳炯明軍敗逃平山。